# Maria Zelia Martin
Maria Zelia Martin, właśc. Marie-Azélie Martin, z domu Guérin (ur. 23 grudnia 1831 w Saint-Denis-sur-Sarthon, zm. 28 sierpnia 1877 w Alençon) – Francuzka, matka świętej Teresy z Lisieux i służebnicy Bożej Leonii Martin oraz żona świętego Ludwika Martina, święta Kościoła katolickiego.

## Życiorys

### Dzieciństwo
Marie-Azélie Guérin urodziła się w Saint-Denis-sur-Sarthon we Francji jako drugie dziecko Izydora Guérin i Louise-Jeanne Mace. Miała starszą siostrę Marie-Louise, która została zakonnicą i młodszego brata, Izydora, z zawodu farmaceutę.
Zelia chciała wstąpić do zakonu Sióstr Miłosierdzia św. Wincentego à Paulo, ale nie została do niego przyjęta ze względu na problemy z oddychaniem i nawracające bóle głowy. Została koronkarką. W 1858 poznała przyszłego męża, zegarmistrza, Ludwika Martin.

### Małżeństwo i rodzina
Zelia i Ludwik po roku białego małżeństwa zdecydowali się na wydanie potomstwa. Martinowie mieli dwóch synów i siedem córek, z których pięć córek przeżyło okres dzieciństwa. Ostatecznie wszystkie zostały zakonnicami:
- Maria (ur. 22 lutego 1860, zm. 19 stycznia 1940), karmelitanka w Lisieux, imię zakonne Maria od Najświętszego Serca.
- Pauline (ur. 7 września 1861, zm. 28 lipca 1951), karmelitanka w Lisieux, znana jako Matka Agnieszka od Jezusa.
- Leonie (ur. 3 czerwca 1863; 16 czerwca 1941), wizytka w Caen, siostra Franciszka Teresa.
- Céline (ur. 28 kwietnia 1869, zm. 25 lutego 1959), karmelitanka w Lisieux, siostra Geneviève od Najświętszego Oblicza.
- Thérèse (ur. 2 stycznia 1873, 30 września 1897), karmelitanka w Lisieux, siostra Teresa od Dzieciątka Jezus i Najświętszego Oblicza, kanonizowana w 1925[3].

### Śmierć
Zelia Martin zmarła na raka piersi 28 sierpnia 1877 w Alençon.

## Beatyfikacja i kanonizacja
26 marca 1994 papież Jan Paweł II uznał heroiczność cnót sług bożych Zelii i Ludwika Martinów. 19 października 2008 w bazylice św. Teresy w Lisieux, ich wspólnej beatyfikacji dokonał legat papieski, kardynał Jose Saraiva Martins.
18 marca 2015 papież Franciszek wydał dekret w sprawie cudu za wstawiennictwem bł. Marii Zelii Martin i jej męża Ludwika Martina. Cudem tym, jak poinformowała Stolica Apostolska, jest zatwierdzone przez lekarzy i teologów z Kongregacji Spraw Kanonizacyjnych i niewytłumaczalne z punktu widzenia medycznego, uzdrowienia dziecka z Hiszpanii. 27 czerwca 2015 w Watykanie odbył się konsystorz nadzwyczajny na którym papież Franciszek wyznaczył dzień w którym Maria Zelia Martin i jej mąż oraz dwoje innych błogosławionych zostaną ogłoszonymi świętymi Kościoła katolickiego. 18 października 2015, podczas trwającego synodu biskupów na temat rodziny, papież Franciszek dokonał kanonizacji bł. Marii Zelii Martin i jej męża Ludwika oraz bł. Wincentego Grossiego i bł. Marii od Niepokalanego Poczęcia.
Jej wspomnienie liturgiczne obchodzone jest 12 lipca.